# Heidesommer
Heidesommer ist ein deutscher Liebesfilm aus dem Jahr 1945 von Eugen York, dessen erste Spielfilminszenierung dies war. Der Film blieb unvollendet. 1951 wurde der Stoff unter dem Titel Grün ist die Heide erneut verfilmt, ein weiteres Mal 1972 von Harald Reinl unter demselben Titel.

## Handlung
Ingenieur Norbert ist seit kurzem stolzer Besitzer einer Kate in der Heide. Gemeinsam mit seinen Freunden Bernhard und Karl Möbius, den alle nur „Möps“ nennen, will er dort die kommenden Sommerferien verbringen. Doch das Holzhäuschen erweist sich nach erster Ansicht als ziemlich baufällig, und so beschließen die drei, erst einmal die Zeit mit der Renovierung des heruntergekommenen Schmuckstücks zu verbringen. Als erstes muss das Dach neu gedeckt werden, damit es nicht bei nächster Gelegenheit hereinregnet.
Eines Tages beobachtet Norbert die junge Förstertochter Ursula bei der Jagd auf Wildenten. Beide jungen Leute freunden sich rasch an und verlieben sich ineinander. Auch Bernhard und Möps haben derweil eine Frau kennengelernt, die junge Hanna vom Nachbarshof. Da Norbert nicht möchte, dass die Renovierungsarbeiten durch etwaige Techtelmechtel Bernhards und Möps‘ beeinträchtigt werden könnten, greift er zu einer Notlüge und behauptet, dass er mit Hanna verbandelt sei. Für Hanna eine Ideallösung, hat sie doch selbst ein Auge auf Norbert geworfen. Norberts Finte funktioniert, und tatsächlich widmen sich seine Freunde fortan wieder verstärkt der Katenverschönerung. Hanna geht indes ganz in der ihr quasi zu Füßen gefallenen Rolle der Norbert-Freundin auf, was wiederum auch Ursula zu Ohren kommt und ihr erwartungsgemäß ziemlich missfällt. Da sie sich ernsthaft in Norbert verliebt hat, wendet sie sich nun von ihm ab und beginnt, heftig mit Möps und Bernhard zu flirten. Norbert erkennt rasch, was für eine dämliche Idee diese vorgetäuschte Liaison mit Hanna war.
Bernhard scheint am ehesten Chancen bei Ursula zu haben, was Möps wiederum überhaupt nicht gefällt. Und so lässt er kurzerhand aus Berlin Bernhards Verlobte Anita herholen, um Bernies Flirtversuchen rasch ein Ende zu bereiten. Tatsächlich hat Möpsens kleine Intrige Erfolg: Anita erwischt Bernhard und Ursula in flagranti und macht ihrem Verlobten eine Szene. Ursula ergreift daraufhin die Flucht. Norbert wiederum erklärt ihr, warum er Hanna als „seine Freundin“ instrumentalisiert hat, und zwischen beiden jungen Leuten beginnen sich die Wogen zu glätten. Doch Hanna ist nicht so schnell bereit, auf „ihren“ Norbert zu verzichten. Sie schafft es, Ursula glauben zu machen, dass Norbert sie belogen habe. Und so ist die Versöhnung der beiden im Nu wieder Geschichte.
Dann setzt ein Dauerregen ein. Die drei Freunde mitsamt der aus Berlin angereisten Anita müssen tagelang im noch immer nicht wasserdichten Häuschen ausharren. Die Zeit will nicht enden, und immer wieder kommt es zu Streitigkeiten. Dann endlich bessert sich das Wetter, was sich auch auf die allgemeinen Befindlichkeiten niederschlägt. Anita und Bernhard versöhnen sich, und Möps gelingt es, Ursula und Norbert wieder zusammenzubringen. Da nun Hanna für ihn frei wäre, unternimmt der lustige Kerl einen erneuten Anlauf. Doch das etwas flatterhafte Mädel hat sich längst in einen anderen verguckt, diesmal handelt es sich um einen knackigen Heidebauern. Am Ende der Ferien sind die Renovierungsarbeiten am Haus immer noch nicht ganz abgeschlossen, und dennoch müssen alle ihre Heimreise antreten. Norbert nimmt sich vor, im Herbst die Kate fertigzustellen, um dann mit seiner Ursula dort einziehen zu können.

## Produktionsnotizen
Die Dreharbeiten begannen im September 1944 und endeten vermutlich zum Jahreswechsel 1944/45. Bei Ende des Zweiten Weltkriegs befand sich der Streifen in der Musik-Synchronisation.
Bei dem hierzulande völlig unbekannten Jens Asby (1912–2003) handelte es sich um einen dänischen Schauspieler, der hier das einzige Mal in einer deutschen Produktion mitwirkte.
Die Bauten stammen von Heinrich Beisenherz und Alfred Bütow. Herstellungsgruppenleiter Ernst Garden hatte auch die Herstellungsleitung. Er starb wenige Wochen nach Kriegsende.